# Яхнина, Евгения Иосифовна
Евгения Иосифовна Яхнина (урождённая Цедербаум; 30 декабря 1892, Харьков — 4 августа 1979, Москва) — советский и российский переводчик и литературовед.

## Биография
Родная сестра Юлия Осиповича Мартова (Цедербаума), одного из лидеров российских социал-демократов-меньшевиков, бывшего соратника В. И. Ленина. Евгения Яхнина изучала биологию и историю, преподавала в высшем учебном заведении. Была ответственным секретарём литературного отдела кинотоварищества «Межрабпомфильм-Русь». Написала ряд исторических повестей, часть в соавторстве с Моисеем Алейниковым. Перевела на русский язык множество художественных произведений французской и болгарской литературы. Первые её рассказы опубликованы в журнале «Затейник» в 1929—1930 годы.
Урна с прахом  находится в колумбарии Новодевичьего кладбища города Москвы, секция 108, 2 ряд, ниша 4.

## Сочинения
- «Кри-кри» (1940)
- «Шарло Бантар» 1954
- «Разгневанная земля» 1957
- «Шарло Бантар» 1962(новая редакция повести 1940г Кри-Кри)
- «Чердак дядюшки Франсуа» 1974
- «Семьдесят два дня: Рассказы о Парижской коммуне» 1976
- «Жак Отважный из Сент-Антуанского предместья» 1977

## Кинолибретто
- «Ким-дежурный»
- «Игрушки»
- «Дети шахтеров»
- «Бухта смерти»

### Переводы
- 1960 — Эмиль Золя «Завет умершей» / «Le Vœu d’une morte» (1960, роман)
- 1960 — Жорж Санд «Грех господина Антуана» / «Le Péché de M. Antoine» (1960, роман)
- 1964 — Эмиль Золя «Творчество» / «L'Œuvre» (1964, роман)
- 1965 — Эмиль Золя «Доктор Паскаль» / «Le Docteur Pascal» (1965, роман)

## Признание
Лауреат премии журнала «Иностранная литература» (1989) за перевод романа Ж.-П. Сартра «Тошнота», премии Мориса Ваксмахера (1997) за перевод «Мемуаров» кардинала де Реца, премии Шведской Академии за вклад в перевод произведений шведской литературы. Командор ордена Полярной звезды (2002).

## Семья
- Муж — Яков Вениаминович Яхнин (1894—1954), математик.
  - Дочь — Юлиана Яковлевна Яхнина, переводчица.